# آیسه
آیسه (به فرانسوی: Aïssey) یک کمون (فرانسه) در فرانسه است که در دو (فرانسه) واقع شده‌است. آیسه ۱۰٫۶۷ کیلومتر مربع مساحت دارد.